# Peperomia trunciseda
Peperomia trunciseda är en pepparväxtart som beskrevs av C. Dc.. Peperomia trunciseda ingår i släktet peperomior, och familjen pepparväxter. Inga underarter finns listade i Catalogue of Life.